# Varkaus
Varkaus (en suec Varkaus i abans de 1929 Warkaus) és un municipi de Finlàndia que forma part de la regió de Savònia del Nord. Està situat en un estret del llac Saimaa.

## Agermanaments

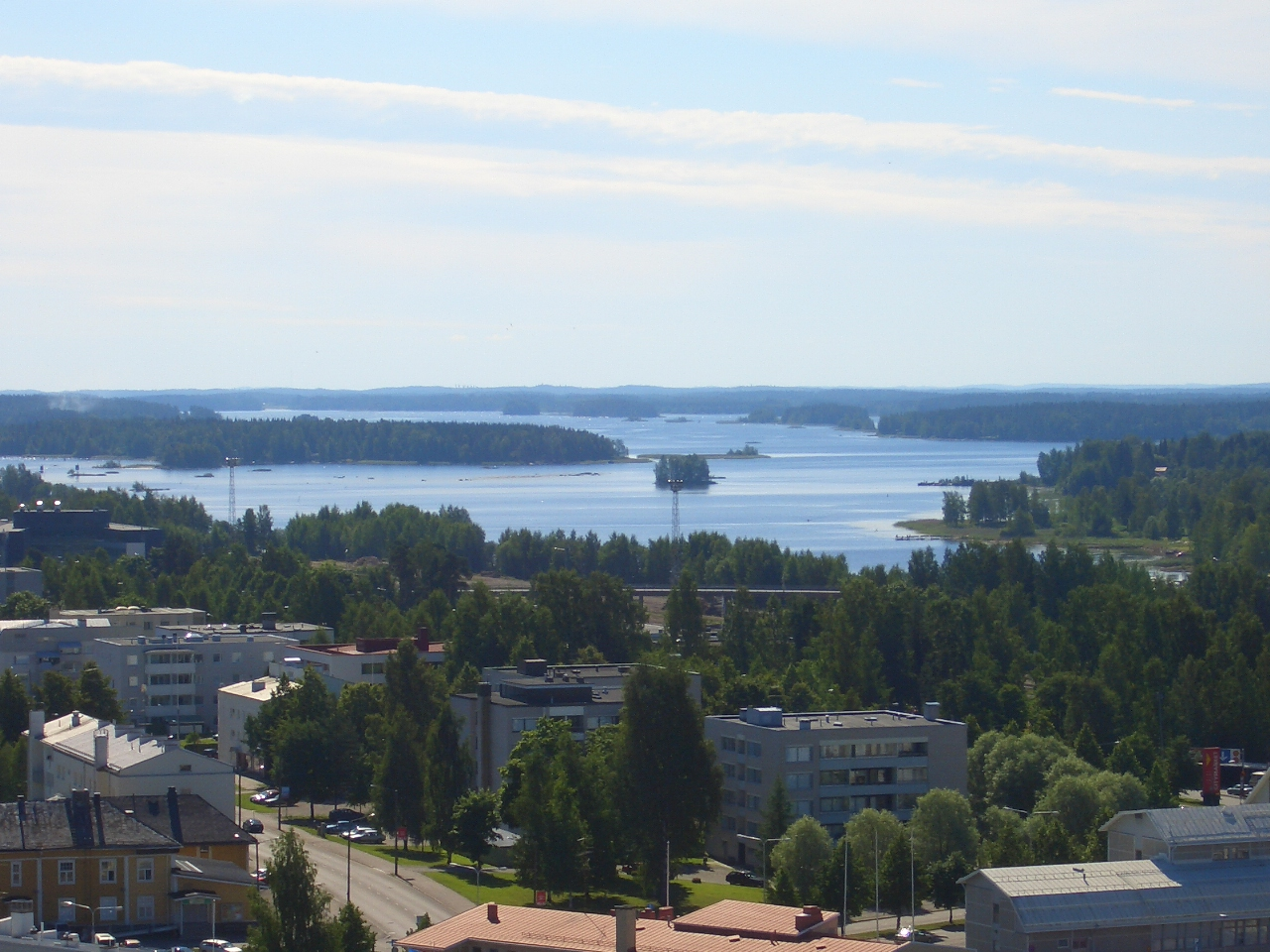
Vista general

| - Lu'an, Xina - Nakskov, Dinamarca - Rjukan, Noruega - Sandviken, Suècia | - Petrozavodsk, Rússia - Rüsselsheim, Alemanya - Pirna, Alemanya - Zalaegerszeg, Hongria |